# アーネスト・ウォルトン
アーネスト・ウォルトン（Ernest Thomas Sinton Walton, 1903年10月6日 - 1995年6月25日）はアイルランド生まれの物理学者である。
1951年ジョン・コッククロフトと加速荷電粒子による原子核変換の研究における功績によりノーベル物理学賞を受賞した。
1932年直流高電圧により加速した陽子をリチウムの原子核に衝突させて、原子核を壊すことに成功した。
アイルランド南東部のダンガーバンに生まれた。ベルファストのメソディスト・カレッジを卒業し、ケンブリッジ大学のトリニティ・カレッジを1927年に卒業した。
その後1934年までキャベンディッシュ研究所にて、アーネスト・ラザフォードの下で研究した。1932年コックロフトと加速した陽子をリチウムなどの軽元素の原子核に衝突させて、ヘリウムの原子核に変換させることに成功した。最初の人工原子核反応である。
1934年にダブリン大学のトリニティ・カレッジに戻り、1946年にErasmus Smith教授職についた。